# 库费 (大西洋卢瓦尔省)
库费（法語：Couffé，法語發音：[kufe] ⓘ）是法国大西洋卢瓦尔省的一个市镇，属于沙托布里扬-昂斯尼区和南特城市圈。

## 地理
库费（47°23'29"N, 1°17'34"W）面积39.97 平方千米，位于法国卢瓦尔河地区大区大西洋卢瓦尔省，该省份为法国西北部沿海省份，位于布列塔尼半岛东南部，北起伊勒-维莱讷省，西北接莫尔比昂省，西临大西洋，南至旺代省，东临曼恩-卢瓦尔省。
与库费接壤的市镇（或旧市镇、城区）包括：勒塞利耶、利涅、梅桑热、穆泽伊、乌东、昂斯尼-圣热雷翁。
库费的时区为UTC+01:00、UTC+02:00（夏令时）。

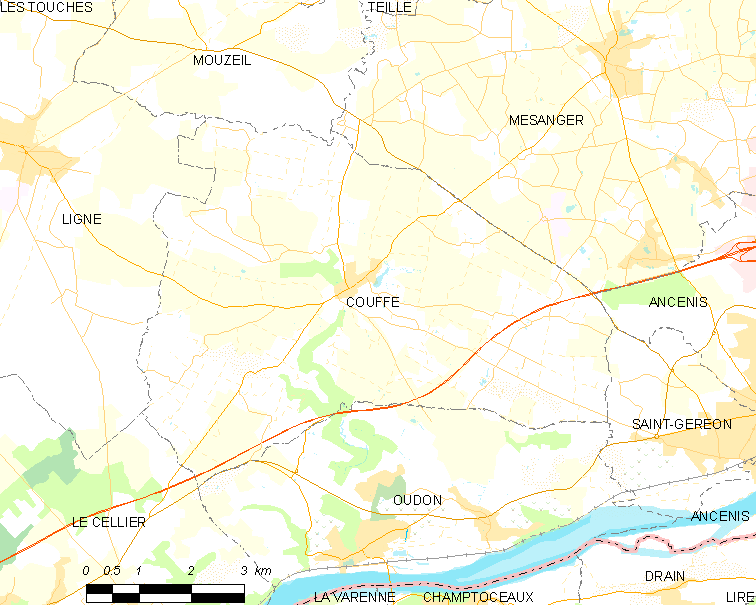
库费的OSM定位图

## 行政
库费的邮政编码为44521，INSEE市镇编码为44048。

## 政治
库费所属的省级选区为昂斯尼-圣热雷翁县。

## 人口

1962-2008年间库费人口变化图示

库费于2022年1月1日时的人口数量为2534人。